# Tour de Suisse 1976
Die 40. Tour de Suisse fand vom 9. bis 18. Juni 1976 statt. Sie wurde in elf Etappen und einem Prolog über eine Distanz von 1.456,5 Kilometern ausgetragen.
Gesamtsieger wurde der Niederländer Hennie Kuiper. Die Rundfahrt startete in Murten mit einem Einzelzeitfahren als Prolog und 91 Fahrern, von denen 62 Fahrer am letzten Tag ebenfalls in Murten ins Ziel kamen.

## Etappen
| Etappe     | Tag      | Start – Ziel                     | km    | Etappensieger     | Gesamtwertung     |
| ---------- | -------- | -------------------------------- | ----- | ----------------- | ----------------- |
| Prolog     | 9. Juni  | Murten (EZF)                     | 4     | Freddy Maertens   | Freddy Maertens   |
| 1. Etappe  | 10. Juni | Murten – Bremgarten              | 181   | Freddy Maertens   | Freddy Maertens   |
| 2. Etappe  | 11. Juni | Bremgarten – Amden               | 155   | Michel Pollentier | Michel Pollentier |
| 3. Etappe  | 12. Juni | Amden – Vaduz                    | 169   | Hennie Kuiper     | Hennie Kuiper     |
| 4. Etappe  | 13. Juni | Vaduz – Lenzerheide              | 108   | Michel Pollentier | Hennie Kuiper     |
| 5. Etappe  | 13. Juni | Lenzerheide (Rundstreckenrennen) | 25    | René Savary       | Hennie Kuiper     |
| 6. Etappe  | 14. Juni | Lenzerheide – Locarno            | 186,5 | Dietrich Thurau   | André Roméro      |
| 7. Etappe  | 15. Juni | Locarno – Mörel                  | 172,5 | José Pesarrodona  | André Roméro      |
| 8. Etappe  | 16. Juni | Mörel – Lausanne                 | 163   | Geert Malfait     | André Roméro      |
| 9. Etappe  | 17. Juni | Lausanne – Solothurn             | 188   | Ivan Schmid       | André Roméro      |
| 10. Etappe | 18. Juni | Solothurn – Murten               | 81    | Piet van Katwijk  | André Roméro      |
| 11. Etappe | 18. Juni | Murten (EZF)                     | 23,5  | Michel Pollentier | Hennie Kuiper     |